# Eleições parlamentares europeias de 1989 (França)
As eleições parlamentares europeias de 1989 na França, realizadas a 15 de Junho, serviram para eleger os 81 deputados do país para o Parlamento Europeu.

## Resultados Nacionais
| Partido                 | Partido                             | Votos      | %               | +/-   | Deputados | +/-     |
| ----------------------- | ----------------------------------- | ---------- | --------------- | ----- | --------- | ------- |
|                         | UDF - RPR                           | 5 242 038  | 28,88 / 100,00  | 14,14 | 26 / 81   | 15      |
|                         | Partido Socialista                  | 4 286 354  | 23,61 / 100,00  | 2,86  | 22 / 81   | 2       |
|                         | Frente Nacional                     | 2 129 668  | 11,73 / 100,00  | 0,78  | 10 / 81   | Estável |
|                         | Os Verdes                           | 1 922 945  | 10,59 / 100,00  | 7,23  | 9 / 81    | 9       |
|                         | Centro dos Democratas Sociais       | 1 529 346  | 8,43 / 100,00   | Novo  | 7 / 81    | Novo    |
|                         | Partido Comunista Francês           | 1 401 171  | 7,72 / 100,00   | 3,48  | 7 / 81    | 3       |
|                         | Caça, Pesca, Natureza, Tradições    | 749 741    | 4,13 / 100,00   | Novo  | 0 / 81    | Novo    |
|                         | Luta Operária                       | 258 663    | 1,43 / 100,00   | 0,64  | 0 / 81    | Estável |
|                         | Protecção dos Animais e do Ambiente | 188 573    | 1,04 / 100,00   | Novo  | 0 / 81    | Novo    |
|                         | Outros                              | 442 917    | 2,44 / 100,00   |       | 0 / 81    |         |
| Votos inválidos         | Votos inválidos                     | 539 276    | 2,89 / 100,00   | 0,64  |           |         |
| Total                   | Total                               | 18 690 692 | 100,00 / 100,00 |       | 81 / 81   |         |
| Eleitorado/Participação | Eleitorado/Participação             | 38 297 496 | 48,80 / 100,00  | 7,92  |           |         |
| Fonte                   | Fonte                               | [ 1 ]      | [ 1 ]           | [ 1 ] | [ 1 ]     | [ 1 ]   |